# Tratado de Edimburgo-Northampton
O Tratado de Edinburgh–Northampton foi um tratado de paz assinado em 1328 entre os reinos da Inglaterra e Escócia. Marcou o fim da Primeira Guerra de Independência escocesa, que começou em 1296 com a invasão inglesa do vizinho. O tratado foi assinado em Edimburgo por Roberto I, rei dos escoceses, a 17 de março de 1328, e foi ratificado pelo parlamento inglês em Northampton, em 1 de maio. O documento foi escrito em francês e atualmente está guardado no Arquivo Nacional da Escócia, na capital escocesa.
Os termos estipulados pelo tratado diziam que, através do pagamento de £ 100 000 libras, a Coroa Inglesa reconhecia:
- O Reino da Escócia é um Estado completamente independente;
- Roberto I, ele e seus sucessores, são os governantes legítimos da Escócia;
- As fronteiras entre a Escócia e a Inglaterra eram as mesmas que estavam de pé no reinado de Alexandre III (1249-1286).

Uma das duas cópias do documento, que foi escrito em francês, está em poder do Arquivo Nacional da Escócia em Edimburgo. No entanto, o documento não constitui todo o tratado de paz, que estava contido em uma série de contratos, instrumentos notórios e cartas patentes emitidas por Eduardo III e Roberto I. Como nenhum deles sobreviveu, nem todos os detalhes do tratado de paz são conhecidos.

## A guerra
A causa das Guerras de Independência da Escócia foi, em última análise, a incerteza sobre a sucessão da coroa escocesa após a morte de Alexandre III em 1286. Eduardo I da Inglaterra inicialmente apoiou a reivindicação de John Balliol, que foi coroado Rei dos Escoceses em 1292, mas eventualmente pressionou sua própria reivindicação de soberania sobre a Escócia. Após a remoção e exílio de Balliol, Roberto o Bruce saiu do campo inglês e assumiu sua própria reivindicação rival à coroa, liderando uma resistência a Eduardo. Roberto se declarou rei, depois de matar seu principal rival e primo, e foi coroado em 1306. Ele derrotou decisivamente os ingleses, sob Eduardo II, em Bannockburn em 1314.
As negociações de paz foram realizadas entre 1321 e 1324. Pouco progresso foi feito, pois os ingleses se recusaram a reconhecer Robert the Bruce como rei dos escoceses, embora uma trégua tenha sido acordada em 1323, para durar treze anos. Eduardo II afirmou que aderiu a esta trégua, mas permitiu que corsários ingleses atacassem os navios flamengos que comercializavam com a Escócia. Por exemplo, corsários apreenderam o navio flamengo Pelarym, no valor de £ 2 000, e massacraram todos os escoceses a bordo. Roberto o Bruce exigiu justiça, mas em vão, e então ele renovou a Velha Aliança entre a Escócia e a França, que foi concluída em 26 de abril de 1326 pelo Tratado de Corbeil, que foi selado em Corbeil, na França. Em 1327, os escoceses invadiram o norte da Inglaterra e derrotaram os ingleses na Batalha de Stanhope Park em Weardale, no condado de Durham. Antes disso, Bruce invadiu o Ulster na Irlanda.

## Negociações
Após o desastre da campanha de Weardale, a rainha viúva Isabella e o conde Mortimer de March, governando a Inglaterra em nome do menor Eduardo III da Inglaterra, começaram a considerar a paz como a única opção restante. Em outubro de 1327, eles enviaram emissários à Escócia para abrir negociações. Em 1o de março de 1328, em um parlamento em York, Eduardo III emitiu cartas-patente que definiam o cerne do acordo. Em 17 de março, as negociações terminaram e um tratado formal foi assinado na Câmara do Rei da Abadia de Holyrood, Edimburgo. O Tratado foi ratificado pelo Parlamento Inglês em Northampton em 3 de maio.

## Termos
Isabel e Mortimer concordaram no tratado que eles, em nome do rei Eduardo III, renunciaram a todas as pretensões de soberania sobre a Escócia. Joanna, a irmã de Eduardo III de seis anos, foi prometida em casamento a David, filho de Roberto o Bruce, de quatro anos, e o casamento ocorreu devidamente em 17 de julho do mesmo ano. Na renúncia de Eduardo III de 1º de março de 1328 antes do tratado, Eduardo endossou que a fronteira anglo-escocesa seria mantida como era no reinado de Alexandre III da Escócia e que a Escócia, assim definida, "pertencerá ao nosso mais querido aliado e amigo, o magnífico príncipe, Lord Robert, pela graça de Deus, o ilustre rei da Escócia, e a seus herdeiros e sucessores, separados em todas as coisas do reino da Inglaterra, inteiramente, livre e imperturbável em perpetuidade, sem qualquer tipo de sujeição, serviço, reclamação ou demanda". Em troca, os escoceses pagariam £ 100 000 libras esterlinas à Inglaterra, o que foi gerado por um imposto especial de paz.
Como parte das negociações do tratado, Eduardo III concordou em devolver a Pedra do Destino à Escócia. Isso não estava no tratado, mas fazia parte de um acordo concorrente. Eduardo III emitiu um mandado real, 4 meses depois, em 1º de julho, dirigido ao Abade de Westminster, que reconheceu este acordo e ordenou que a Pedra fosse levada para sua mãe, mas não foi. Eventualmente, 668 anos depois, foi devolvido à Escócia, chegando em 30 de novembro de 1996 ao Castelo de Edimburgo. Quando em seguida houver a coroação de um monarca do Reino Unido, a pedra será transportada para a Inglaterra para uso na cerimônia.

## Efeitos
O tratado durou apenas cinco anos. Foi impopular entre muitos nobres ingleses, que o consideraram humilhante. Em 1333, foi derrubado por Eduardo III, após ele ter iniciado seu reinado pessoal, e a Segunda Guerra da Independência da Escócia continuou até que uma paz duradoura foi estabelecida em 1357.

## O original
O tratado original foi escrito em francês, com duas cópias feitas, superior e inferior, em uma única folha (um quirógrafo ou contrato) Depois que os embaixadores ingleses e escoceses verificaram que as cópias eram iguais, ele foi cortado ao meio com uma linha ondulada, de modo que as duas cópias pudessem ser combinadas, se questionadas. Os reis não assinaram realmente o tratado, mas expressaram seu acordo ao afixar seus selos em tiras que pendem da parte inferior do documento. (Esses selos de cera não sobreviveram aos anos e estão perdidos nas alças.) A última cópia dos dois originais está no Arquivo Nacional da Escócia, em Edimburgo. No entanto, deve-se lembrar que este documento não constitui a totalidade do tratado de paz, que estava contido em uma série de contratos, instrumentos notórios e cartas patentes emitidas por Eduardo III e Roberto I. Todos esses documentos não sobreviveram, razão pela qual todos os detalhes do tratado de paz não são conhecidos.

## Traduções
Uma tradução parcial do tratado vem dos Arquivos Escoceses para Escolas: 
"Que saibam todos aqueles que verão estas cartas que no dia dezessete de março... os seguintes assuntos foram discutidos e acordados... entre o excelentíssimo Príncipe, Robert, pela Graça de Deus, rei da Escócia e... o mais excelente príncipe, Eduardo, pela Graça de Deus, rei da Inglaterra.
Em primeiro lugar, que haja uma paz verdadeira, final e perpétua entre os reis, seus herdeiros e sucessores e seus reinos e terras e seus súditos e povos... e para a segurança e permanência dessa paz é estabelecido e acordado que um casamento leve lugar... entre David o filho e herdeiro do rei da Escócia e Joan, a irmã do rei da Inglaterra, que ainda são tão tenros que não podem fazer contrato de matrimônio...
Artigo é tratado e acordado que os referidos reis, seus herdeiros e sucessores, serão bons amigos e aliados leais, e que um ajudará o outro de maneira adequada como bons aliados: salvando por parte do rei da Escócia a aliança feita entre ele e o rei da França. Mas se acontecer que o rei da Escócia... por causa da referida aliança ou por qualquer motivo faça guerra ao referido rei da Inglaterra... que o referido rei da Inglaterra possa fazer guerra ao referido rei da Escócia...
Item... que o referido rei da Inglaterra deve ajudar de boa fé que os processos, se houver, sejam feitos na corte de Roma e em outros lugares pela autoridade de nosso Santo Padre o Papa contra o referido rei da Escócia, seu reino e seu súditos, clérigos ou leigos, sejam demitidos, e para isso ele enviará suas cartas especiais de oração ao papa e aos cardeais”.
A tradução foi encontrada em A Source Book of Scottish History, de William Dickinson.